# Zone de conservation transfrontalière du Kavango-Zambèze
Pour les articles homonymes, voir Kaza.
La zone de conservation transfrontalière du Kavango-Zambèze (Kavango - Zambezi Transfrontier Conservation Area, ou KAZA) est située dans une région où l'on trouve cinq frontières. Elle comprend la majeure partie du bassin supérieur du Zambèze ainsi que le bassin et le delta de l'Okavango. La zone inclut la bande de Caprivi, en Namibie, l'extrémité sud-est de l'Angola, le sud-ouest de la Zambie, les terres sauvages du nord du Botswana et l'ouest du Zimbabwe. Le centre de la zone est au confluent de la Chobe et du Zambèze, où se trouvent les frontières entre le Botswana, la Namibie, la Zambie et le Zimbabwe. Elle englobe notamment le parc national de Chobe, le parc national Hwange, le delta de l'Okavango au Botswana et les chutes Victoria.

## Histoire
L'initiative de la création de la zone revient à la fondation Peace Park et au Fonds mondial pour la nature. Elle fait suite à l'Okavango-Upper Zambezi International Tourism Initiative (OUZIT) et aux travaux de la Four Corners Transboundary Natural Resource Management. Le 24 juillet 2003, les ministres du tourisme d'Angola, Botswana, Namibie, Zambie et Zimbabwe se rencontrent à Katimo Mulilo, en Namibie, et approuvent l'initiative appelée KAZA TFCA. En juillet 2006, la Communauté de développement d'Afrique australe fait de KAZA TFCA l'un de ses projets officiels et, le 7 décembre 2006, dans la ville de Victoria Falls (Zimbabwe), les ministres de l'environnement et du tourisme des cinq pays partenaires signent un mémorandum déclarant qu'ils continueront à travailler en commun pour créer la zone.
En novembre 2014, la Zambie et le Zimbabwe créent un visa commun (KAZA UniVisa) pour favoriser la circulation des touristes entre les deux pays. Mais, au début de l'année 2016, ce visa commun ne peut plus être délivré, au moins provisoirement.

## Éléments clés concernant la vie animale
L'éléphant d'Afrique a une population estimée à 250 000, le guépard et la grue caronculée sont classés comme « vulnérable » par l'UICN, tandis que le lycaon est classé comme espèce « en danger ».

## Composantes
Les parcs et réserves qui la composent sont les suivants.
en Zambie
- Parc national de la plaine de Liuwa
- Parc national de Kafue
- Parc national de Mosi-oa-Tunya
- Parc national de Sioma Ngwezi (en)

en Namibie
- Parc national de Nkasa Rupara
- Parc national de Mudumu
- Parc national de Bwabwata

au Botswana
- Parc national de Chobe
- Parc national de Makgadikgadi
- Parc national de Nxai Pan
- Moremi Game Reserve

au Zimbabwe
- Parc national Hwange
- Parc national de Kazuma Pan
- Parc national du Zambèze
- Parc national des chutes Victoria

en Angola
- Parc national de Luiana (en)
- Parc national de Longa-Mavinga (en)

Il existe de nombreuses zones de gestion cynégétique et de chasse à l'intérieur de son périmètre. L'aire des chutes Victoria, partagée entre la Zambie et le Zimbabwe, est un site du patrimoine mondial.